# Whitney Houston (album)
Whitney Houston è il primo album in studio della cantante statunitense Whitney Houston, pubblicato il 14 febbraio 1985 dalla Arista Records. L'album è il secondo di maggior successo della Houston, con oltre 30 milioni di copie, è l'album di debutto più venduto da una cantante esordiente nonché uno dei più venduti di sempre.

## Successo commerciale
Negli Stati Uniti l'album ebbe inizialmente una lenta risposta commerciale, ma iniziò a diventare più popolare nell'estate del 1985, sino al raggiungimento della vetta sulla Billboard 200 per 14 settimane nel 1986, e da cui furono estratti i singoli Saving All My Love for You, How Will I Know e Greatest Love of All (una cover del brano The Greatest Love of All, registrato nel 1977 dal chitarrista George Benson), tutti classificatisi alla nº1 della Billboard Hot 100, che ne fece sia il primo album d'esordio che il primo disco di un'artista solista a produrre tre singoli al numero uno. L'album contava già 14 milioni di copie vendute nel 1987.
L'album ha raggiunto la vetta delle classifiche degli album in molti Paesi, tra cui Australia, Canada, Norvegia e Svezia, raggiungendo il numero 2 nel Regno Unito Germania e Svizzera. Il 16 marzo 1999 l'album è stato certificato diamante per spedizioni di 10 milioni di unità, e successivamente 13 volte disco di platino dalla Recording Industry Association of America il 29 luglio dello stesso anno.
Nel 1986, alla 28ª edizione dei Grammy Awards, Whitney Houston ricevette quattro nomination, inclusa quella per Album dell'anno e in cui si aggiudicò una stauetta come Best Pop Vocal Performance Female per la canzone Saving All My Love for You, mentre nell'edizione successiva il singolo Greatest Love of All ottenne una candidatura come Registrazione dell'anno. Nel 2003, l'album è stato classificato al 254º posto nell'elenco dei 500 migliori album della storia dalla rivista Rolling Stone, mentre nell'edizione aggiornata del 2012 si è classificato al numero 257, salendo poi alla numero 249 nell'edizione 2020.
In onore del suo 25º anniversario, l'album è stato ristampato come Whitney Houston - The Deluxe Anniversary Edition il 26 gennaio 2010, un'edizione ampliata con cinque tracce bonus inclusa la versione a cappella di "How Will I Know" che remixa l'originale da 12 pollici, un opuscolo sulla storia dell'album originale, insieme a un DVD di esibizioni dal vivo e interviste di Whitney Houston e Clive Davis. Il 30 giugno 2020, dopo la celebrazione del 35º anniversario nel febbraio 2020, l'album è stato ristampato in doppio vinile, inclusi i singoli di Whitney Dancin' Special. Inoltre, hanno pubblicato un cofanetto che include la foto con copertina rigida di 40 pagine e il libro dei testi.
Con oltre 30 milioni di copie vendute fino ad oggi, è uno degli album più venduti di tutti i tempi. Inoltre è l'album più venduto nella storia da una cantante esordiente.

## Tracce
1. You Give Good Love – 4:37 (La La)
2. Thinking About You – 5:26 (Kashif, La La)
3. Someone for Me – 5:01 (Raymond Jones, Freddie Washington)
4. Saving All My Love for You – 3:58 (Gerry Goffin, Michael Masser)
5. Nobody Loves Me Like You Do (feat. Jermaine Jackson) – 3:49 (James Patrick Dunne, Pamela Phillips-Oland)
6. How Will I Know – 4:36 (George Merrill, Shannon Rubicam)
7. All at Once – 4:29 (Michael Masser, Jeffrey Osborne)
8. Take Good Care of My Heart (feat. Jermaine Jackson) – 4:16 (Steve Dorff, Pete McCann)
9. Greatest Love of All – 4:51 (Linda Creed, Michael Masser)
10. Hold Me (feat. Teddy Pendergrass) – 6:00 (Linda Creed, Michael Masser)

## Classifiche

### Classifiche settimanali
| Classifica (1985–86)         | Posizione massima |
| ---------------------------- | ----------------- |
| Australia                    | 1                 |
| Austria                      | 3                 |
| Canada                       | 1                 |
| Francia                      | 13                |
| Finlandia                    | 2                 |
| Germania                     | 2                 |
| Giappone (CD)                | 2                 |
| Giappone (LP)                | 4                 |
| Italia                       | 11                |
| Norvegia                     | 1                 |
| Nuova Zelanda                | 3                 |
| Regno Unito                  | 2                 |
| Stati Uniti                  | 1                 |
| Stati Uniti Top Black Albums | 1                 |
| Svezia                       | 1                 |
| Svizzera                     | 2                 |
| Classifica (2012)            | Posizione massima |
| Stati Uniti                  | 9                 |

### Classifiche annuali
| Classifica (1986) | Posizione |
| ----------------- | --------- |
| Australia         | 1         |
| Austria           | 17        |
| Canada            | 1         |
| Giappone          | 17        |
| Svizzera          | 1         |
| Regno Unito       | 5         |
| Stati Uniti       | 1         |
| Classifica (1987) | Posizione |
| Italia            | 43        |

### Classifiche decennali
| Classifica (1980–1989) | Posizione |
| ---------------------- | --------- |
| Australia              | 5         |